# Nowy cmentarz żydowski w Śremie
Nowy cmentarz żydowski w Śremie – kirkut mieścił się przy drodze do Poznania (ob. ul. marsz. Piłsudskiego) w północno-wschodniej części miasta. Powstał prawdopodobnie w końcu XVIII wieku. Cmentarz ten założono na terenie dawnego średniowiecznego piastowskiego grodziska, przez które przeprowadzono w XIX wieku drogę w kierunku Poznania. Przy kirkucie stał dom przedpogrzebowy. W 1939 nekropolia została zniszczona przez hitlerowców. Obecnie nie ma na nim macew. Na miejscu kirkutu wznosi się kamienny pomnik w postaci ciemnego monumentu ze złotą Gwiazdą Dawida.

## Galeria

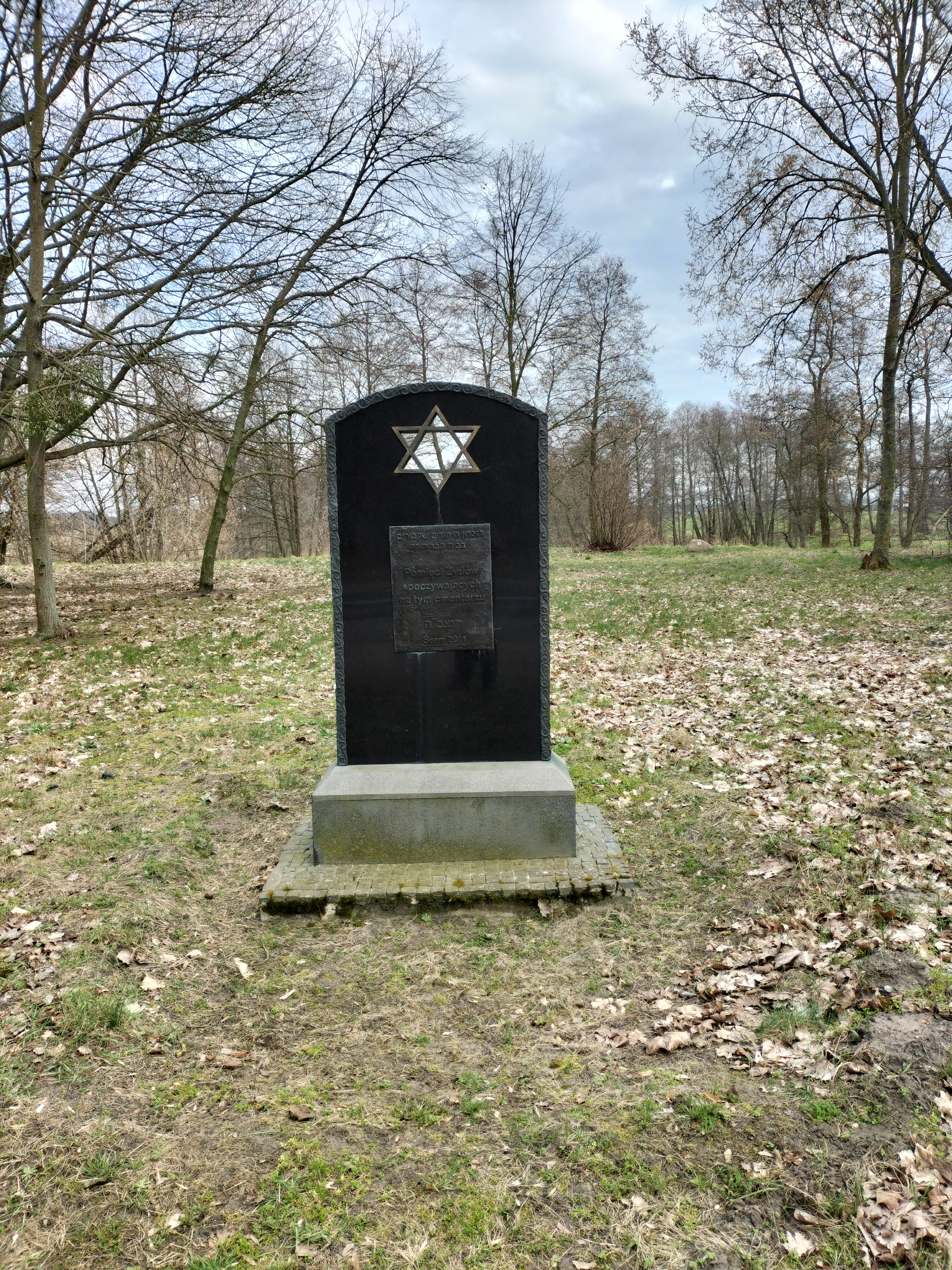
Pomnik po południowej stronie ul. Piłsudskiego]